# Sörös Erika
Sörös Erika, Kastély Sándorné (1937–) magyar ejtőernyős sportoló.

## Sporteredmények
1958 május 31-én 4162 méterről azonnali nyitással világrekordot állított fel. A FAI által nyilvántartott rekordoknál az egyetlen magyar egyéni rekorder.

1958 novemberében a Magyar Honvédelmi Sportszövetség női ejtőernyősei csoportos, világcsúcsjavító kísérletet hajtottak végre a budaörsi repülőtéren. A csapat kitűnő további tagjai, Nagy Éva, Osztermann Márta, Rajcsányi Mária és Papp Katalin közvetlenül a cél körül értek földet. Közel négy méterrel döntötték meg a világcsúcsot. Tizenegy méter nyolcvanhét centiméteres átlagukkal túlszárnyalták az érvényes férfi csúcsot is. Sajnos a FAI-nál ez a rekord nincs nyilvántartva.

### Világbajnokság
IV. Ejtőernyős Világbajnokság rendezési jogát 1958. augusztus 3. – augusztus 10. között Csehszlovákia kapta, pozsonyi helyszínnel. A magyar női válogatott további tagjai: Rajcsányi Mária és Osztermann Márta voltak.

### Magyar bajnokság
- III. Magyar Ejtőernyős Bajnokság 1955. október 18. – október 22. között került megrendezésre 
  - 600 méteres célba ugrásban országos bajnok,
  - 1500 méteres kombinált ugrásban bronzérmes,
  - összetett versenyben ezüstérmes,
- IV. Magyar Ejtőernyős Nemzeti Bajnokság megtartására  1956. szeptember 15. – szeptember 26. között került sor a Dunakeszi melletti alagi repülőtéren. 
  - 600 méteres célba ugrásban magyar bajnok
  - 1500 méteres kombinált ugrásban (késleltetés, stílusugrás, célba ugrás) ezüstérmes,
  - 2200 méteres stílusugrásban országos bajnok,
  - egyéni összetettben aranyérmes
- V. Magyar Ejtőernyős Nemzeti Bajnokságra 1957. szeptember 1. – szeptember 7. között került sor az alagi repülőtéren. 
  - 1000 méteres

célba ugrásban országos bajnok,
- - 1500 méteres kombinált ugrásban ezüstérmes,
  - 2000 méteres stílusugrás 30 másodperces késleltetéssel ezüstérmes,
  - egyéni összetettben ezüstérmes,
- VII. Magyar Ejtőernyős Nemzeti Bajnokságra 1960. június 26. és július 3. között került sor Budaörsön.
  - 2000 méteres egyéni kombinált célba ugrásban ezüstérmes,
  - egyéni összetettben bronzérmes,
  - 2000 méteres csoportos kombinált ugrásban  a magyar válogatott csapat tagjaként  Bezselics, Rajcsányi Mária,
- VIII. Magyar Ejtőernyős Nemzeti Bajnokságra 1961. augusztus 26. és szeptember 1. között került sor Hajdúszoboszlón.
  - 2000 méteres stílusugrásban ezüstérmes,
- A X. Magyar Ejtőernyős Nemzeti Bajnokságot 1963. július 21. valamint július 27. között tartották meg Hajdúszoboszlón. 
  - 1000 méteres célba ugrásban ezüstérmes,
  - 1500 méteres kombinált ugrásban országos bajnok,
  - 2000 méteres stílusugrásban ezüstérmes,
  - egyéni összetettben ezüstérmes,

## Szakmai sikerek
- 1958-ban az első legjobb női sportolója cím társ (!) ezüstérmese,

## Családi kapcsolat
Férje Kastély Sándor szintén kiváló ejtőernyős sportoló.

## Külső hivatkozások
- Sörös Erika. msusz.hu. (Hozzáférés: 2012. január 2.)[halott link]